# Eleutherios Zebelenos
Eleutherios Zebelenos (auch Eleutherios von Elis oder Eleutherios Elias; geboren 1343) war ein byzantinischer Astrologe. Er war Schüler und Nachfolger von Johannes Abramios und hat zusammen mit Abramios auf Mytilene gearbeitet und dort eine Reihe astrologischer Schriften kopiert. Laut David Pingree ist allerdings bei Verwendung dieser Schriften Vorsicht angezeigt, da sowohl Abramios als auch Eleutherios bekanntlich und nachweislich das von ihnen verwendete Material nach eigenem Dafürhalten gekürzt, erweitert und umgeschrieben haben.
Eleutherios hat auch unterrichtet. Einer seiner Schüler war ein gewisser Dionysios. Dieser setzte das Werk von Abramios und Eleutherios fort, wodurch diese am Anfang einer Tradition stehen, die über Johannes Chortasmenos bis zu Isidor von Kiew führt.

## Pseudo-Palchos
Palchos oder latinisiert Palchus ist der angebliche Autor eines astrologischen Kompendiums, das mehrfach in die Zeit um 500 datiert wurde, so von Wilhelm Enßlin in Paulys Realenzyklopädie und in den Astrologumena von Wilhelm Gundel und Hans Georg Gundel.
Der Text ist überliefert als Teil eines Manuskripts der Biblioteca Angelica in Rom, das von Eleutherios Zebelenos 1388 in Mytilene kopiert wurde. Der Titel der Schrift ist Apotelesmatike biblos tou Palchos (Ἀποτελεσματκή βιβλος τοῦ Πάλχος), weshalb eben ein Autor namens Palchos angenommen wurde und detaillierte Vermutungen über dessen Herkunft und Reisen angestellt wurden.
David Pingree hat jedoch nachgewiesen, dass Palchos hier nicht als Name zu lesen ist, sondern auf eine  Stelle in einer der arabischen Quellen mit der Bedeutung „Übersetzer aus Balch“ (tarjumān al-Balkhī) zurückgeht. Tatsächlich ist der vermeintliche Kopist Eleutherios der Autor des Kompilats, das, da es eine Reihe sonst nicht überlieferter Texte sowohl arabischer als auch hellenistischer Quellen enthält, für die Geschichte der Astrologie und insbesondere für die arabisch-byzantinische Überlieferung im Mittelalter von großer Bedeutung ist.
Dass Eleutherios der Autor bzw. Kompilator der aus verschiedenen arabischen und frühbyzantinischen Quellen zusammengestellten Schrift ist, erweist sich dadurch, dass er unter anderem Material aus dem folgenden Teil des Codex verwendet, einem astrologischen Kompendium des 11. Jahrhunderts.
Pingree hatte 1978 eine Edition des Pseudo-Palchos-Kompendiums angekündigt. Es kam jedoch bis zu Pingrees Tod 2005 zu keiner Veröffentlichung.